# Granuliterebra
Granuliterebra é um gênero de gastrópodes pertencente a família Terebridae.

## Espécies
- Granuliterebra bathyrhaphe (Smith, 1875)[2]
- Granuliterebra constricta (Thiele, 1925)[3]
- Granuliterebra eddunhami Terryn & Holford, 2008[4]
- Granuliterebra oliverai Terryn & Holford, 2008[5]
- Granuliterebra palawanensis (Aubry & Picardal, 2011)
- Granuliterebra persica (Smith, 1877)[6]

Espécies trazidas para a sinonímia
- Granuliterebra castigata (A.H. Cooke, 1885):[7] sinônimo de Hastulopsis castigata (A. H. Cooke, 1885)
- Granuliterebra tokunagai Oyama & Takemura, 1961: sinônimo de Granuliterebra tricincta (Smith, 1877)
- Granuliterebra tricincta Smith, 1877:[8] sinônimo de Duplicaria tricincta (E. A. Smith, 1877)